# AMC Break
AMC Break (também referido apenas como Break) é um canal de televisão paga, propriedade de AMC Networks International Southern Europe voltado a exibição de documentários sobre automóveis, tecnologia, trabalhos extremos, lei e justiça e desporto. Em 19 de abril de 2022, foi lançado em conjunto ao AMC Crime, após a aquisição da participação da Hearst na então joint venture The History Channel Iberia. O canal substituiu a versão portuguesa e espanhola do Blaze, como parte dos esforços da AMC Networks de se desvincular de uma marca da A&E Networks.